# Garuga pinnata
Garuga pinnata là một loài thực vật có hoa trong họ Burseraceae. Loài này được Roxb. mô tả khoa học đầu tiên năm 1811.

## Hình ảnh

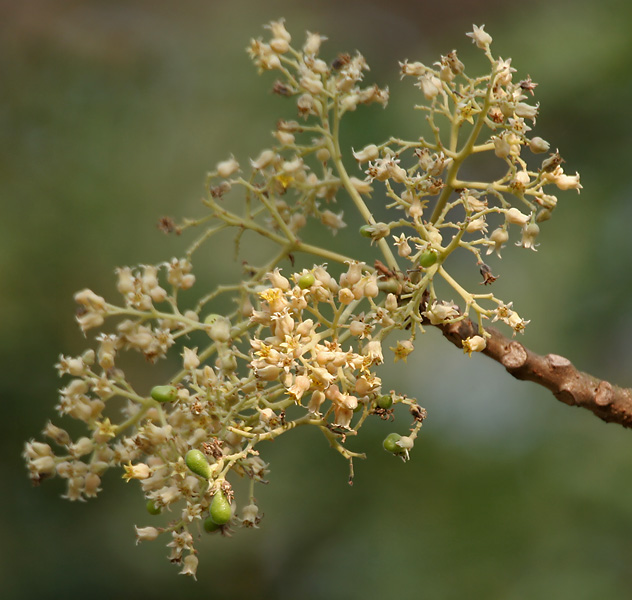
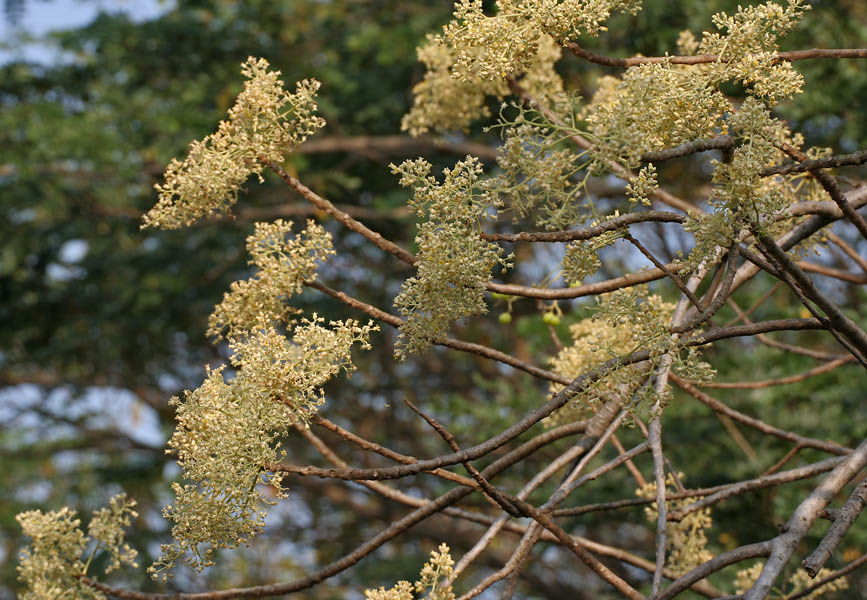
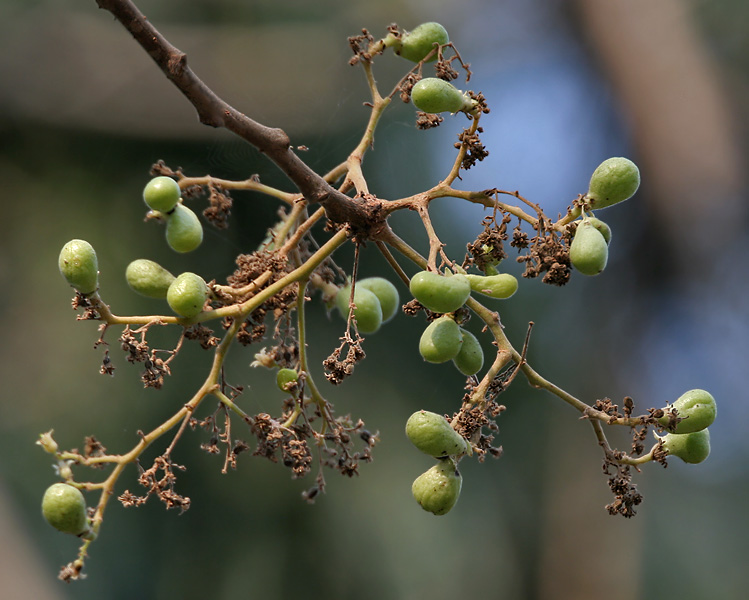
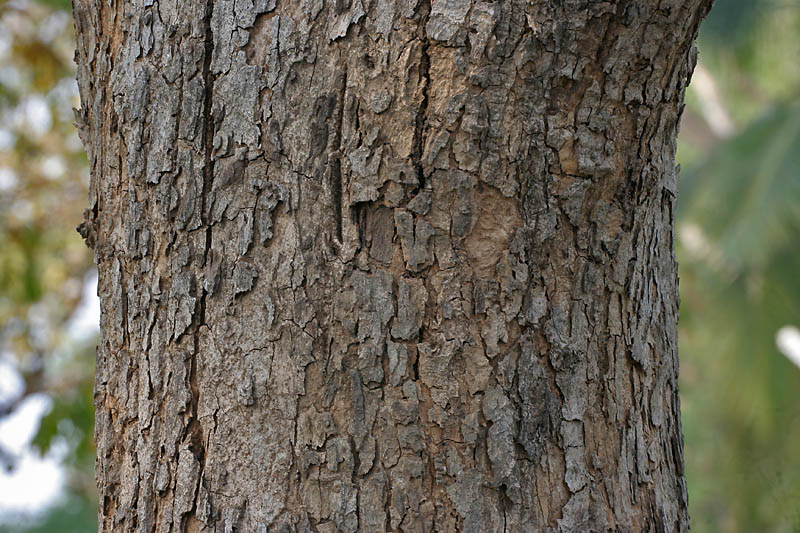